# 鳜科
鳜科，俗称桂鱼，為輻鰭魚綱日鲈目的一個科。 本科的英文俗名为Chinese perches（“中国鲈”），区分于以欧洲为模式产地的河鲈。

## 分布
本科魚類分布於东亚的河流水系之中，包括中国、朝鲜半岛、日本及越南等。
此科鱼类（包括鱖屬及少鱗鱖屬）祖先为海鱼，是在东亚第三纪初以来长期多次发生海侵及海退过程中残留到淡水区变成的，因而其自然分布区均不很高：大部分分布于海拔300米以下的河湖区，以黑河－腾冲线以东的长江及珠江流域为其分布中心。

## 栖息
本科为淡水鱼、上底棲的温带或亚热带鱼类。

## 分類
本科过去被当作是真鲈科的一个亚科（鳜亚科，Sinipercinae）。但对其细胞核基因座的研究显示此类鱼与姥鲈科、太阳鱼科、倭太阳鱼科等是姐妹群，因而也被划分为独立的鳜科，属于日鲈亚目，这两属物种如下：

### 內部分類
本科其下分2個屬共14种，如下：
少鱗鱖屬 Coreoperca
- 朝鮮少鱗鱖 Coreoperca herzi
- 川目少鱗鱖 Coreoperca kawamebari
- 劉氏少鱗鱖 Coreoperca liui
- 灕江少鱗鱖 Coreoperca loona
- 中國少鱗鱖 Coreoperca whiteheadi：又稱石鱖。

鱖屬 Siniperca
- 鱖魚 Siniperca chuatsi
- 麻鱖 Siniperca fortis
- 大眼鱖 Siniperca kneri
- 柳州鱖 Siniperca liuzhouensis
- 暗鱖 Siniperca obscura：又稱少鱗鱖。
- 長身鱖 Siniperca roulei
- 斑鱖 Siniperca scherzeri
- 波紋鱖 Siniperca undulatus
- 越南鱖 Siniperca vietnamensis

### 种系发生学
本科与其它日鲈亚目鱼类的演化关系如下：

|  | 太陽魚科 Centrarchidae   |
|  |                          |
|  | 倭太陽魚科 Elassomatidae |
|  |                          |

|  | 鳜科 Sinipercidae  |
|  |                    |
|  | 姥鱸科 Enoplosidae |
|  |                    |

|  | 太陽魚科 Centrarchidae   |
|  |                          |
|  | 倭太陽魚科 Elassomatidae |
|  |                          |

|  | 鳜科 Sinipercidae  |
|  |                    |
|  | 姥鱸科 Enoplosidae |
|  |                    |

## 生態
屬於小型或中型之温带或亚熱帶肉食性魚類，棲息在河流近底部，以底棲的小鱼等為主食。

## 經濟利用
小至中型食用魚。

## 外部連結
- 維基物種上的相關：鳜科